# Drino triplaca
Drino triplaca là một loài ruồi trong họ Tachinidae.